# Articolazione intervertebrale
Le articolazioni intervertebrali congiungono tra di loro le vertebre contigue. Per quanto riguarda l'articolazione atlo-epistrofeica tra la prima vertebra cervicale e la seconda, questa mostra una notevole differenza rispetto alle altre. Le vertebre del tratto sacrale e coccigeo sono invece fuse tra loro a formare l'osso sacro e il coccige. Le articolazioni tra la quinta vertebra lombare e l'osso sacro (articolazione sacro-vertebrale) e quella tra l'osso sacro e il coccige (articolazione sacro-coccigea), anch'esse mostrano notevoli differenze rispetto alle normali articolazioni intervertebrali.
Ogni articolazione intervertebrale si può distinguere in una articolazione del tipo delle sinfisi tra i corpi delle vertebre, un'articolazione di tipo sinoviale del tipo delle artrodie tra i processi articolari (nota anche come zigapofisi) e un'articolazione del tipo delle sindesmosi tra gli archi.
(Alcuni autori preferiscono tuttavia considerare, invece che come una sindesmosi a sé, i legamenti presenti tra gli archi vertebrali come legamenti accessori dell'articolazione sinoviale presente tra i processi articolari.)
Quelli consentiti dalle articolazioni sono piccoli movimenti di scivolamento alquanto limitati, più abbondanti però nel tratto lombare. La somma degli scivolamenti di tutte le articolazioni intervertebrali consente tuttavia la possibilità di discreti movimenti di flesso-estensione della colonna vertebrale rispetto sia al piano sagittale che al piano coronale.

## Sinfisi tra i corpi vertebrali
I corpi delle vertebre leggermente concavi e rivestiti da un sottile strato di cartilagine ialina si congiungono tra loro attraverso una sinfisi il cui disco fibro-cartilagineo è noto come disco intervertebrale.

### Legamenti intrinseci

#### Legamento longitudinale anteriore
È costituito da un robusto nastro fibroso che corre lungo le superfici anteriori dei corpi vertebrali e dei dischi intervertebrali.
Si estende a partire dalla prima vertebra cervicale (atlante), e continua con la membrana atlo-occipitale anteriore dell'articolazione atlo-occipitale, alla superficie anteriore del sacro.
È più largo a livello lombare e più stretto e spesso a livello toracico.
Le sue fibre più superficiali si estendono per tre o quattro vertebre, quelle poste ad un livello intermedio per due o tre vertebre, mentre quelle più profonde vanno solamente da una vertebra ad un'altra.

#### Legamento longitudinale posteriore
È costituito da fasci fibrosi che corrono all'interno del canale vertebrale lungo le superfici posteriori dei corpi vertebrali e dei dischi intervertebrali.
Si estende a partire dalla seconda vertebra cervicale (epistrofeo), dove si continua con la membrana tectoria dell'articolazione atlo-occipitale, alla superficie anteriore del canale sacrale.
A livello delle ultime vertebre toraciche e delle vertebre lombari si presenta dentellato, differentemente a quanto avviene a livello delle vertebre cervicali e delle prime vertebre toraciche, dove invece si presenta pressoché uniforme.
Come per il legamento longitudinale anteriore, le sue fibre più superficiali si estendono per tre o quattro vertebre mentre quelle più profonde vanno solamente da una vertebra ad un'altra.

## Artrodia tra i processi articolari (Zigapofisi)
Si instaura tra il processo articolare inferiore di una vertebra e quello superiore di quella ad essa sottostante, ed è sostenuta dalla presenza dei legamenti appartenenti alla sinfisi tra i corpi vertebrali e alla sindesmosi tra gli archi.
Le capsule articolari sottili e lasse sono semplici a livello cervicale e toracico e complesse a livello lombare.

### Strutture intracapsulare delle zigapofisi lombari
- Cuscinetti di tessuto adiposo in sede antero-superiore o postero-inferiore.
- Menischi fibro-adiposi (meniscoidi) al polo superiore o inferiore.
- Labbri connettivali anteriormente o posteriormente.

## Sindesmosi tra gli archi vertebrali
Si instaura tra gli archi vertebrali e si attua grazie a diversi legamenti.

### Legamenti gialli
Formati da molto materiale elastico di colore giallastro, si estendono tra le lamine di una vertebra e quelle della vertebra adiacente.
Il legamento giallo di sinistra e quello di destra si incontrano posteriormente, fondendosi parzialmente al livello in cui le lamine si uniscono a formare i processi spinosi. Rimangono tuttavia, tra essi, delle fessure per il passaggio di vasi.
Il loro spessore aumenta gradatamente andando dal tratto cervicale a quello lombare.

### Legamenti intertrasversali
Sono formati da sottili fasci fibrosi che si estendono tra i processi trasversali di una vertebra e quelli della vertebra adiacente. Nel segmento lombare collegano il processo costiforme di una vertebra con quello mammillare della vertebra sottostante.

### Legamenti interspinosi
Sono formati da sottili fasci fibrosi che si estendono tra il processo spinoso di una vertebra e quello della vertebra adiacente.

### Legamento sovraspinoso
È costituito da un robusto nastro fibroso che corre posteriormente collegando i processi spinosi delle vertebre.
Si estende a partire dalla settima vertebra cervicale (processo prominente), dove si continua con la membrana nucale che può essere considerato una sua espansione, fino al sacro.
È più largo e spesso nella regione lombare.
Le sue fibre più superficiali si estendono per tre o quattro vertebre, quelle poste ad un livello intermedio per due o tre vertebre mentre quelle più profonde vanno solamente da una vertebra ad un'altra.

### Legamento nucale
Consta di due lamine fibro-elastiche che si estendono dalla protuberanza occipitale esterna al processo spinoso della settima vertebra cervicale (processo prominente) dove continua con il legamento sovraspinoso e collega i vari processi spinosi delle diverse vertebre cervicali.